# アレクサンダー・ウーリッヒ
アレクサンダー・ウーリッヒ（Dipl.-Ing. Alexander Uhlig、1919年 2月9日 - 2008年 11月1日）は、第二次世界大戦時のドイツ空軍の降下猟兵である。戦場での卓越した行為や軍事上のリーダーシップを発揮した者に授与された騎士鉄十字章の受勲者である。

## 履歴
アレクサンダー・ウーリッヒは1919年2月9日にライプツィヒ近郊で生まれた。1937年初めにアビトゥーアを取得して学業を終えると短期間国家労働奉仕団で活動し、その後2年間の兵役義務に就くことで勉学の道は阻まれた。1937年秋にウーリッヒは、後の1938年に第1降下猟兵連隊として編成されることとなる最初の降下猟兵部隊に入隊した。この部隊と共にズデーテンでの戦闘とチェコスロバキアの占領に参加した。
ウーリッヒはポーランド侵攻とそれに続くノルウェーの戦いでも第1降下猟兵連隊に所属していた。1940年4月14日のノルウェー中央部ドンバスへの降下作戦では、約3週間この作戦に参加したその他の残存兵と共にノルウェー軍の捕虜となった。同年5月14日にはウーリッヒと所属小隊はナルヴィクの戦いの緒戦に投入され、そこでの戦功により二級鉄十字章とナルヴィク・シールドを授与された。
成功裏に終わったノルウェーの戦い後にウーリッヒは航法士として飛行任務へ異動し、1941年から1943年までで自身が「クレタ」 カフバンドを授与されたクレタ島への降下作戦を含む170回以上の作戦任務に参加した。また、この期間中に空軍前線飛行章金章と一級鉄十字章も授与された。
1944年6月の連合国軍のノルマンディー上陸作戦進行時にはウーリッヒは再び降下猟兵部隊に復帰して戦いに参加し、曹長（Oberfeldwebel）の階級で第6降下猟兵連隊/第16中隊の指揮を執った。前線のウーリッヒの担当区域では、第6降下猟兵連隊は米第90歩兵師団と対峙していた。連隊は側面から手強い攻撃を受け、ウーリッヒは30名の降下猟兵から成る小戦闘部隊を率いて連隊の態勢の安定を図るようにという命令を受けた。ウーリッヒのグループは米軍の丸々1コ大隊を相手にしてこれを打ち負かし、大隊長とその他11名の将校を含む230名以上の捕虜を得た。これは前線のこの区域でドイツ軍側が挙げた特筆すべき戦果の一つであった。この素晴らしい戦功が認められ、1944年10月29日にアレクサンダー・ウーリッヒは騎士鉄十字章を授与された。
その後まもなくウーリッヒは捕虜となり、しばらくの間アメリカとフランスの収容所で戦争捕虜として過ごしていたが、最後はイギリス バートン・アポン・トレントのサドベリー（Sudbury）にある23収容所（Camp 23）へ送られた。当局からは脱走の恐れありと見なされて厳重な監視対象となっていたが、1947年4月22日に脱走を敢行してクックスハーフェン行の船舶に密航できるハルへと向かった。この脱走は当初点呼の間はウーリッヒの立ち位置に身代わりを立たせるという策略で隠ぺいされ、発覚した3日後には既にウーリッヒはドイツに到達していた。その後比較的統治の緩いアメリカ占領地域を抜けて、何とか見つからずにソ連占領地域へ渡り、4月28日に故郷のライプツィヒに帰還した。
帰郷するとウーリッヒは、10年遅れてダルムシュタット工科大学で学業を再開した。経済的に恵まれない環境にもかかわらず、学業を修了して工学の学位を取得した。65歳の誕生日を迎える直前に引退するまでに幾つかの著名なドイツの企業で働いた。ウーリッヒはエッセンに住んでいたが、ニュージーランド・クレタ退役軍人協会（the New Zealand Crete Veterans Association）の名誉会員であった。
アレクサンダー・ウーリッヒは、2008年11月1日に死去した。

## 受勲
- 空軍降下猟兵章（1938年9月7日）[1]
- 1938年10月1日記念メダル 飾板付き（1939年6月20日）[1]
- 鉄十字章（1939）
  - 2級 （1940年5月11日）[1]
  - 1級 （1943年8月1日）[1]
- ナルヴィク盾章 （1941年3月1日）[1]
- 戦傷章黒章（1939）（1942年10月28日）[1]
- クレタ・カフバンド （1942年11月15日）[1]
- 空軍前線飛行章  輸送機飛行士
  - 銅章（1942年12月22日）[1]
  - 銀章（1943年1月10日）[1]
  - 金章（1943年2月23日）[1]
- 観測員章 （1943年6月8日）[1]
- 騎士鉄十字勲章（1944年10月29日）：第6降下猟兵連隊/第16中隊所属の指揮官の曹長として

## 参照
出典
1. 1 2 3 4 5 6 7 8 9 10 11  Thomas and Wegmann 1986, p. 333.

参考文献
- Fellgiebel, Walther-Peer (2000) (German). Die Träger des Ritterkreuzes des Eisernen Kreuzes 1939–1945 – Die Inhaber der höchsten Auszeichnung des Zweiten Weltkrieges aller Wehrmachtteile [The Bearers of the Knight's Cross of the Iron Cross 1939–1945 — The Owners of the Highest Award of the Second World War of all Wehrmacht Branches]. Friedberg, Germany: Podzun-Pallas. ISBN 978-3-7909-0284-6
- González, Óscar with prologue by Alexander Uhlig (2009). German Paratroops in Scandinavia. Schiffer Military. ISBN 978-0-7643-3241-8.
- Kurowski, Franz (1995). Knights of the Wehrmacht Knight's Cross Holders of the Fallschirmjäger. Atglen, PA: Schiffer Military. ISBN 978-0-88740-749-9
- Scherzer, Veit (2007) (German). Die Ritterkreuzträger 1939–1945 Die Inhaber des Ritterkreuzes des Eisernen Kreuzes 1939 von Heer, Luftwaffe, Kriegsmarine, Waffen-SS, Volkssturm sowie mit Deutschland verbündeter Streitkräfte nach den Unterlagen des Bundesarchives [The Knight's Cross Bearers 1939–1945 The Holders of the Knight's Cross of the Iron Cross 1939 by Army, Air Force, Navy, Waffen-SS, Volkssturm and Allied Forces with Germany According to the Documents of the Federal Archives]. Jena, Germany: Scherzers Miltaer-Verlag. ISBN 978-3-938845-17-2
- Thomas, Franz; Wegmann, Günter (1986) (German). Die Ritterkreuzträger der Deutschen Wehrmacht 1939–1945 Teil II: Fallschirmjäger [The Knight's Cross Bearers of the German Wehrmacht 1939–1945 Part II: Paratroopers]. Osnabrück, Germany: Biblio-Verlag. ISBN 978-3-7648-1461-8